# 9 de mayo
El 9 de mayo es el 129.º (centésimo vigesimonoveno) día del año del calendario gregoriano y el 130.º en los años bisiestos. Quedan 236 días para finalizar el año.

## Acontecimientos
- 1013: En la actual España: los bereberes, ayudados por Sancho García (conde de Castilla), se apoderan de la ciudad palatina cordobesa de Medina Azahara, residencia de los califas, saqueándola, destruyéndola y nombrando califa a Sulaiman al-Mustain.
- 1092: en Inglaterra se consagra la catedral de Lincoln. Será destruida por un incendio cincuenta años más tarde.
- 1170: la localidad de Ceccano, en el centro de Italia, es destruida por un violento terremoto, que también causó daños en el sur del país y en Sicilia.
- 1386: alianza entre Portugal e Inglaterra por el Tratado de Windsor.
- 1450: Abd al-Latif, emperador de la dinastía timúrida, es asesinado.
- 1502: Cristóbal Colón realiza su cuarto y último viaje al continente americano.
- 1540: el navegante español Fernando de Alarcón parte en su exploración a las costas de California.
- 1605: en España se publica la primera parte de El ingenioso hidalgo don Quijote de la Mancha, de Miguel de Cervantes Saavedra.
- 1781: en el mar Caribe, los españoles expulsan a los ingleses de Florida Occidental.
- 1837: se promulga oficialmente la Confederación Peruano-Boliviana. Ese mismo día, Andrés de Santa Cruz asume Supremo Protector de la Confederación Perú-Boliviana.
- 1841: en España comienza la regencia del general Baldomero Espartero.
- 1877: en Iquique, entonces capital de la Provincia de Iquique de la República del Perú (actual Región de Tarapacá, Chile), sucede un terremoto 8.8 Mw a las 21:16 hora local. Alcanzó una intensidad XI en la escala de Mercalli, y generó un tsunami que destruyó los puertos de Arica, Iquique y Cobija.
- 1901: en Nueva York se genera pánico por la baja estrepitosa de acciones en Wall Street.
- 1915: en Irún se establece el Real Unión Club de Irún.
- 1926: los aviadores estadounidenses Richard E. Byrd y Floyd Bennett aseguran haber sobrevolado el polo norte. (Sin embargo, en 1996 se descubrió el diario de Byrd, donde indicó que llegaron a unos 440 km de distancia).
- 1927: en Australia, Canberra es proclamada la nueva capital.
- 1929: en Sevilla (España), se inaugura la Exposición Iberoamericana
- 1940: en la Alemania NacionalSocialista se autoriza la eutanasia.
- 1943: en Changjiao (provincia de Hunan) el Ejército Expedicionario Japonés al mando del general Shunroku Hata comienzan el primer día (de cuatro) de la Masacre de Changjiao, en que 30 000 hombres, mujeres y niños fueron violados y asesinados.
- 1944: en El Salvador, el general Maximiliano Hernández Martínez, presionado por una huelga general, renuncia al poder luego de 13 años de gobierno autoritario.
- 1945: en el marco de la Segunda Guerra Mundial, las fuerzas armadas estadounidenses capturan al líder nazi alemán Hermann Göring.
- 1945: en Noruega ―en el marco de la Segunda Guerra Mundial― es arrestado Vidkun Quisling.
- 1945: en el marco de la Segunda Guerra Mundial, la Unión Soviética celebra el Día de la Victoria, perpetuando su conmemoración anual desde entonces.
- 1946: en Italia, el rey Víctor Manuel III abdica al trono.
- 1949: Rainiero III de Mónaco se convierte en príncipe de Mónaco. Será coronado al año siguiente.
- 1950: Robert Schuman presenta la declaración que lleva su nombre, primer paso para la formación de la Unión Europea.
- 1950: el INI Español junto con cinco bancos y la colaboración del Grupo Fiat, crea la automovilística SEAT.
- 1951: en el atolón Enewetak, Estados Unidos detona la bomba atómica George (de 225 kilotones), la decimosexta de la Historia humana. Es el primer experimento de una bomba termonuclear, con núcleo de deuterio.
- 1954: en Manila (Filipinas) culminan los II Juegos Asiáticos.[1]
- 1955: Alemania se une a la OTAN.
- 1956: en Nepal se realiza el primer ascenso completo del monte Manaslu, el octavo más alto del mundo.
- 1960: en Costa Rica se transmite la primera imagen por televisión por Televisora de Costa Rica.
- 1965: en San Carlos se funda la Asociación Deportiva San Carlos
- 1976: en Navarra (España) son asesinados dos militantes carlistas (Sucesos de Montejurra).
- 1980: en Ghana se realiza el primer encuentro entre el papa Juan Pablo II y el Arzobispo de Canterbury.
- 1986: En México, después de 86 años en operación, cierra sus puertas la Fundidora de Fierro y Acero de Monterrey, también conocida como "La Maestranza", la cual fue considerada como la primera industria siderúrgica, tanto en México como en Latinoamérica.
- 1987: la canción Hold me now del cantante Johnny Logan, gana por Irlanda la XXXII edición de Eurovisión celebrado en Bruselas.
- 1989: Se produce un terremoto en Tenerife de 5,3 grados de magnitud en la escala de Richter.
- 1990: el cantante mexicano Juan Gabriel realiza el primero de cuatro exitosos conciertos consecutivos en el Palacio de Bellas Artes, Ciudad de México.
- 1992: en Malmö (Suecia), la canción «Why me?», de la cantante irlandesa Linda Martin resulta vencedor en la XXXVII edición de Eurovisión.
- 1993: en Paraguay, Juan Carlos Wasmosy es elegido como nuevo presidente de Paraguay.
- 1994: Nelson Mandela es investido como el primer presidente negro de Sudáfrica.
- 1998: se celebra la XLIII edición de Eurovisión en la ciudad inglesa de Birmingham. Dana International consigue vencer con la canción «Diva».
- 2002: se funda el equipo de fútbol CD Úbeda Viva
- 2003: lanzamiento de la sonda espacial Hayabusa.[2]
- 2006: el Gobierno español, las organizaciones sindicales y las organizaciones empresariales firman el acuerdo para la mejora del crecimiento y el empleo.
- 2006: el grupo mexicano de pop rock Camila, lanza al mercado su álbum debut de estudio titulado Todo cambió.
- 2007: el expresidente del club de fútbol Zagłębie Lubin es arrestado por la sospecha de que tomó parte en el escándalo por amaño de partidos. Un tribunal declara al club culpable, y lo castiga con el descenso a la segunda división.
- 2010: en Uruguay se celebran elecciones municipales, marcándose un retroceso del Frente Amplio.
- 2012: en Bucarest, el Atlético de Madrid se proclama, por segunda vez, campeón de la UEFA Europa League, al derrotar en la final al Athletic Club de Bilbao por 3 a 0, con dos goles de Falcao y uno de Diego.

## Nacimientos
- 893: Shi Pu, señor de la guerra chino.
- 1147: Minamoto no Yoritomo, militar shogún japonés, fundador del Shogunato Kamakura (f. 1199).
- 1443: Niccolò Albergati, cardenal y diplomático italiano (n. 1373).
- 1613: Matías de Médici, aristócrata toscano (f. 1667).
- 1638: Gregorio Vásquez de Arce y Ceballos, pintor colombiano (f. 1711).
- 1699: Gregorio Mayáns, erudito español (f. 1781).
- 1723: Pehr Osbeck, explorador y naturalista sueco (f. 1805).
- 1740: Giovanni Paisiello, compositor italiano (f. 1816).
- 1746: Gaspard Monge, matemático francés (f. 1818).
- 1756: José Miguel Luján Pérez escultor español (f. 1815).
- 1796: Joseph Meyer, ingeniero alemán (f. 1856).
- 1800: John Brown, abolicionista estadounidense (f. 1859).
- 1833: Frédéric Borgella, pintor francés (f. 1901).
- 1837: Adam Opel, ingeniero e industrial alemán (f. 1895).
- 1855: Julius Röntgen, compositor germano-neerlandés (f. 1932)
- 1857: Luigi Illica, libretista de óperas italiano (f. 1919).
- 1860: J. M. Barrie, novelista y dramaturgo escocés, creador del personaje de Peter Pan (f. 1937).
- 1874: Howard Carter, arqueólogo y egiptólogo británico (f. 1939).
- 1877: Ferdinand Abt escultor alemán (f. 1962).
- 1877: Peter Maurin, activista católico francés (f. 1949).
- 1882: George Barker, pintor estadounidense (f. 1965).
- 1883: José Ortega y Gasset, filósofo español (f. 1955).
- 1892: Zita de Borbón-Parma, emperatriz austrohúngara (f. 1989).
- 1895: Richard Barthelmess, actor estadounidense (f. 1963).
- 1895: Lucian Blaga, poeta, dramaturgo y filósofo rumano (f. 1961).
- 1898: Agustín Pedro Pons, médico español (f. 1971).
- 1898: Friedrich Ritter, botánico y geólogo alemán (f. 1989).
- 1904: Grete Stern, diseñadora y fotógrafa alemana (f. 1999).
- 1905: Lilí Álvarez, tenista española (f. 1998).
- 1905: Ricardo Pérez Godoy, militar y político peruano (f. 1982).
- 1907: Baldur von Schirach, oficial alemán nazi (f. 1974).
- 1909: Gordon Bunshaft, arquitecto estadounidense (f. 1990).
- 1912: Pedro Armendáriz, actor mexicano (f. 1963).
- 1918: Mike Wallace, periodista estadounidense (f. 2012).
- 1920: Richard Adams, escritor británico (f. 2016).
- 1921: Daniel Berrigan, sacerdote anarquista católico, activista y poeta estadounidense (f. 2016).
- 1921: Sophie Scholl, dirigente y activista antinazi del movimiento Rosa Blanca (f. 1943).
- 1923: Carlos Bousoño, poeta y filólogo español (f. 2015).
- 1923: Francisco Olaya Morales, historiador y anarquista español (f. 2011).
- 1924: Fernando Vidal, magistrado español, presidente del Tribunal Superior de Justicia de Asturias (f. 2012).
- 1924: Bulat Okudzhava, poeta, novelista y cantautor ruso (f. 1997).
- 1925: Carlos Sobrini, arquitecto español (f. 2020).
- 1926: Quintín Bulnes, actor mexicano (f. 2003).
- 1927: Manfred Eigen, físico y químico alemán, premio nobel de química en 1967 (f. 2019).
- 1927: Juan José Pizzuti, futbolista y entrenador argentino (f. 2020).
- 1928: Colin Chapman, ingeniero británico, fabricante de automóviles (f. 1982).
- 1928: Pancho Gonzales, tenista estadounidense (f. 1995).
- 1928: Barbara Ann Scott, patinadora canadiense (f. 2012).
- 1934: Alan Bennett, escritor británico.
- 1935: Dolores Abril, cantaora española (f. 2020).
- 1936: Albert Finney, actor británico (f. 2019).
- 1936: Glenda Jackson, actriz británica (f. 2023).
- 1937: Rafael Moneo, arquitecto español.
- 1939: Ion Țiriac, tenista rumano.
- 1940: James L. Brooks, productor, guionista y cineasta estadounidense.
- 1942: John Ashcroft, político estadounidense.
- 1942: Mirko Sandić, waterpolista y entrenador serbio (f. 2006).
- 1944: Richie Furay, músico estadounidense, de la banda Buffalo Springfield.
- 1944: Lars Norén, escritor sueco (f. 2021).
- 1945: Jupp Heynckes, entrenador de fútbol alemán.
- 1946: Candice Bergen, actriz estadounidense.
- 1947: Víctor Ullate, bailarín español.
- 1947: Michael Levitt, físico sudafricano.
- 1948: Polo Corbella, baterista de Los abuelos de la nada (f. 2001).
- 1949: María Eugenia Dávila, actriz y dramaturga colombiana (f. 2015).
- 1949: Ibrahim Baré Maïnassara, militar y político nigeriano (f. 1999).
- 1949: Billy Joel, músico estadounidense.
- 1949: Andreu Martín, escritor español.
- 1949: Adrián Paenza, matemático argentino.
- 1950: Cristina Tejedor, actriz argentina.
- 1952: Adriana Varela, cantante argentina de tangos.
- 1953: Amy Hill, actriz estadounidense.
- 1955: Kevin Peter Hall, actor estadounidense (f. 1991).
- 1955: Anne-Sofie von Otter, mezzosoprano sueca.
- 1955: Meles Zenawi, político y primer ministro etíope (f. 2012).
- 1956: Ludovica Squirru, astróloga argentina.
- 1959: Christian Bach, actriz mexicana de origen argentino (f. 2019).
- 1959: Dis Berlín, pintor, escultor y fotógrafo español.
- 1959: Miguel Ángel Gambier, futbolista argentino (f. 2016).
- 1960: Richard Horne, escritor británico de libros infantiles.
- 1961: John Corbett, actor estadounidense.
- 1962: David Gahan, cantante británico, de la banda Depeche Mode.
- 1963: Emilio Maillé, director de cine argentino.
- 1964: Genar Andrinua, futbolista español.
- 1964: Nacho Mastretta, músico y compositor español.
- 1964: Kevin Saunderson, DJ de música electrónica.
- 1964: Miguel Tapia, baterista del grupo chileno Los Prisioneros
- 1965: Tomás Roncero, periodista deportivo español.
- 1968: Marie-José Perec, atleta francesa.
- 1968: Ruth Kelly, política británica perteneciente al partido laborista.
- 1968: Nataša Pirc Musar, política eslovena, Presidenta de Eslovenia desde 2022.

Mauricio Kuri

- 1969: Hugo Maradona, exfutbolista y entrenador argentino (f. 2021).
- 1969: Amber, cantante holandesa.
- 1969: Mauricio Kuri, político mexicano.
- 1970: Ghostface Killah, rapero estadounidense, de la banda Wu-Tang Clan.
- 1971: Paul McGuigan, bajista británico, de la banda Oasis.
- 1972: Daniela Silivaş, gimnasta rumana.
- 1973: Francisca Merino, actriz chilena.
- 1974: Guillermo Mariscal Anaya, político español.
- 1975: Juan Antonio Bayona, cineasta español.
- 1975: Chris Diamantopoulos, actor estadounidense.
- 1976: Mariella Zanetti,  actriz, exvedette, personalidad de televisión y empresaria peruana.
- 1976: Tamia, cantante canadiense.
- 1976: Mónica Godoy, actriz chilena.
- 1977: Íñigo Landaluze, ciclista español.
- 1977: Marek Jankulovski, futbolista checo.
- 1978: Bebe, cantante española.
- 1978: Joscha Sauer, dibujante de cómics alemán.
- 1978: Daniel Franzese, actor estadounidense.
- 1978: Leandro Cufré, futbolista argentino.
- 1978: Marwan al-Shehhi, terrorista emiratí que participó en el 11S (f. 2001).
- 1979: Pierre Bouvier, cantante canadiense, de la banda Simple Plan.
- 1979: Rosario Dawson, actriz estadounidense.
- 1979: Matt Morris, cantante y compositor estadounidense.
- 1980: Grant Hackett, nadador australiano.
- 1980: Nicolae Dică, futbolista rumano.
- 1980: Mónica Gómez, actriz colombiana.
- 1980: Estíbaliz Martínez, gimnasta española.
- 1981: Denis Pushilin, político ucraniano.
- 1981: José Luis Garcés, futbolista panameño.
- 1982: Kim Jung-woo, futbolista surcoreano.
- 1983: Gilles Müller, tenista luxemburgués.
- 1983: Leandro Rinaudo, futbolista italiano.
- 1985: Audrina Patridge, actriz y modelo estadounidense.
- 1986: Grace Gummer, actriz estadounidense.
- 1988: Daniela Pardo, futbolista chilena.
- 1990: Jace Peterson, beisbolista estadounidense.
- 1990: Jennifer Hermoso, futbolista española.
- 1991: Oswaldo Arcia, beisbolista venezolano.
- 1991: Konrad Jałocha, futbolista polaco.
- 1993: Willyrex, comediante, creador de contenido y celebridad de internet español.
- 1996: Noah Centineo, actor estadounidense.
- 1996: Mary Mouser, actriz estadounidense.
- 1996: Cameron Brannagan, futbolista británico.
- 1998: Douglas Luiz, futbolista brasileño.
- 1998: Jan Matoušek, futbolista checo.
- 1999: Nozomi Ōhashi, actriz y cantante japonesa.
- 1999: Minerva Casero, actriz, modelo, poeta y artista plástica argentina.
- 1999: Dylan Vente, futbolista neerlandés.
- 2000: Jazmín Enrigue, futbolista mexicana.
- 2000: Ragne Wiklund, patinadora noruega.
- 2000: Juri Knorr, balonmanista alemán.
- 2000: Vipawan Siripornpermsak, taekwondista tailandesa.
- 2000: Álvaro Mantilla, futbolista español.
- 2000: Edoardo Scotti, atleta italiano.
- 2000: Vicente Antúnez, atleta español.
- 2000: Grace Ariola, nadadora estadounidense.
- 2000: Ștefan Târnovanu, futbolista rumano.
- 2000: Trey Lance, jugador estadounidense de fútbol americano.
- 2002: Cree Cicchino, actriz estadounidense.
- 2016: Alfie Evans, niño británico que padeció un trastorno neurodegenerativo no diagnosticado. (f. 2018)

## Fallecimientos
- 480: Julio Nepote, emperador romano.
- 1044: San Gregorio Ostiense, abad de San Cosme y Damián (n. siglo X).
- 1280: Magnus VI el Legislador, rey noruego entre 1263 y 1280 (n. 1280).
- 1630: Théodore-Agrippa d'Aubigné, escritor y poeta francés (n. 1552).
- 1657: William Bradford, colono estadounidense (n. 1590).
- 1679: Miguel de Mañara, filántropo español (n. 1627).
- 1688: Federico Guillermo I de Brandeburgo, duque prusiano (n. 1620).
- 1740: Juan Bautista de Anza I, militar y explorador español (n.1693).
- 1707: Dietrich Buxtehude, compositor alemán (n. 1637).
- 1805: Friedrich Schiller, historiador y poeta alemán (n. 1759).
- 1850: Louis Joseph Gay-Lussac, físico y químico francés (n. 1778).
- 1864: John Sedgwick, militar estadounidense (n. 1813).
- 1903: Paul Gauguin (54), pintor postimpresionista francés (n. 1848).
- 1915: François Faber, ciclista luxemburgués (n. 1887).
- 1921: Enrique Gorostieta González, abogado y político mexicano (n. 1856).
- 1925: Baldomero Bonet y Bonet, químico español (n. 1857).
- 1929: Gustave Schlumberger, historiador francés (n. 1844).
- 1931: Albert Michelson, físico estadounidense, premio nobel de física en 1907 (n. 1852).
- 1947: Miguel Abadía Méndez, fue un abogado, escritor, catedrático y político colombiano, miembro del Partido Conservador Colombiano. (n. 1867).
- 1948: Viola Allen, actriz teatral estadounidense (n. 1865).
- 1949: Luis II de Mónaco, príncipe monegasco (n. 1870).
- 1949: Carlo Felice Trossi, piloto italiano de automovilismo (n. 1908).
- 1950: Esteban Terradas, ingeniero, científico y matemático español (n. 1883).
- 1951: Etta Federn, escritora anarcosindicalista austriaca (n. 1883).
- 1958: Bill Goodwin, actor y locutor estadounidense (n. 1910).
- 1965: Leopold Figl, político austriaco (n. 1902).
- 1968: Mercedes de Acosta, poetisa y guionista estadounidense (n. 1893).
- 1968: Finlay Currie, actor británico (n. 1878).
- 1968: Marion Lorne, actriz estadounidense (n. 1883).
- 1975: Avery Brundage, atleta y dirigente deportivo estadounidense (n. 1887).
- 1976: Ulrike Meinhof, periodista y terrorista alemana (n. 1934).
- 1977: James Jones, escritor estadounidense (n. 1921).
- 1978: Peppino Impastato, activista antimafia, asesinado por la mafia (n. 1948).
- 1978: Aldo Moro, primer ministro italiano, asesinado por las Brigadas Rojas (n. 1916).
- 1981: Nelson Algren, escritor estadounidense (n. 1909).
- 1984: Antonio Quirós, artista español (n. 1912).
- 1985: Zelmar Gueñol, actor y comediante argentino (n. 1920).
- 1985: Edmond O'Brien, actor estadounidense (n. 1915).
- 1986: Anxel Fole, escritor español (n. 1903).
- 1986: Tenzing Norgay, montañero nepalí (n. 1914).
- 1987: Obafemi Awolowo, político nigeriano (n. 1909).
- 1988: Pirri (José Luis Fernández Eguía), actor español (n. 1965).
- 1989: Enrique Lucero, actor mexicano (n. 1920).
- 1991: Toño Martín, cantante español, de la banda Burning (n. 1954).
- 1997: Pepe Risi, guitarrista y miembro fundador de la banda Burning. (n. 1955)
- 1997: Enrique López Eguiluz, cineasta español (n. 1930).
- 1997: Marco Ferreri, cineasta italiano (n. 1928).
- 1998: Alice Faye, actriz estadounidense (n. 1915).
- 1998: Adolfo Waitzman, compositor argentino (n. 1930).
- 1999: Iván Morton Niven, matemático canadiense (n. 1915).
- 2000: Carmen Romano de López-Portillo, mujer mexicana, esposa del presidente López Portillo (n. 1926).
- 2001: Elizabeth Green, artista de circo (n. 1905).
- 2004: Ajmat Kadírov, presidente checheno (n. 1951).
- 2010: Lena Horne, cantante y actriz estadounidense (n. 1917).
- 2011: Wouter Weylandt, ciclista belga (n. 1984).
- 2011: Lidia Gueiler Tejada, política boliviana, presidenta de Bolivia entre 1979 y 1980 (n. 1921).
- 2011: Alicia Jurado, escritora argentina (n. 1922).
- 2013: Alfredo Landa, actor español (n. 1933).
- 2015: María Eugenia Dávila, fue una actriz y dramaturga colombiana (n. 1949).
- 2016: Rex Hughes, entrenador estadounidense de baloncesto (n. 1938).
- 2016: Walther Leisler Kiep, político alemán (n. 1926).
- 2017: Qian Qichen, diplomático y político chino (n. 1928).
- 2017: Robert Miles, DJ, compositor, y músico italiano (n. 1969).
- 2020: Little Richard, cantante, compositor, humorista y pianista estadounidense (n. 1932).
- 2021: José Manuel Caballero Bonald, escritor y flamencólogo español (n. 1926).
- 2021: Miguel Lifschitz, ingeniero civil y político argentino (n. 1955).

## Celebraciones

El mariscal de campo Wilhelm Keitel firma la rendición incondicional de la Wehrmacht en la sede de la Unión Soviética en Karlshorst, Berlín

- Día de la Victoria sobre el nazismo.
en ruso: День Победы, romanizado: Den' Pobedy
  -  Armenia[3]

  -  Azerbaiyán[4]
  -  Bielorrusia[5]
  -  Bosnia y Herzegovina
  -  Georgia ( Abjasia)[6]
  -  Israel
  -  Kazajistán
  -  Kirguistán
  -  Moldavia

  -  Rusia

  -  Serbia

  -  Tayikistán
  -  Turkmenistán y

  -  Uzbekistán.
- ex Unión Soviética:
  - Celebraciones del Día de la Victoria y celebración de la victoria de la Unión Soviética sobre la Alemania nazi.
- Jornadas de Recuerdo y Reconciliación en Honor de Quienes Perdieron la Vida en la Segunda Guerra Mundial.

Misceláneas
- Día Mundial de los medias perdidas o calcetines perdidos.[7][8]

- Día de Goku.[9]
El 9 de mayo de 2015 comenzó a celebrarse de manera oficial el Día de Goku, comúnmente llamado Goku Day, en referencia al personaje protagónico de Dragon Ball.

Compartidas
- Unión Europea:
  - Día de Europa.
Se celebra cada 9 de mayo la paz y la unidad en el continente. La fecha marca el aniversario de la Declaración Schuman, una propuesta histórica presentada en esa fecha de 1950 por Robert Schuman, ministro francés de Asuntos Exteriores, que sentó las bases de la cooperación europea. La propuesta de Schuman se considera el comienzo de lo que hoy es la Unión Europea.

 Por países
(Por orden alfabético)
- Argentina:
  - Día del Cirujano Cardiovascular.[10]
En honor al Dr. René Favaloro y a la primera cirugía de bypass coronario que realizó en 1967. Favaloro fue un cirujano argentino que revolucionó la cirugía cardiovascular con la técnica del bypass, salvando millones de vidas.
  -  Misiones: 
    - Día del "Colimba" misionero.
Instituido en 2013 por la Ley VI Nº159, cada 9 de mayo se conmemora en Misiones "Día del Ex Soldado Conscripto del Servicio Militar Obligatorio", con el objetivo de homenajear a los exconscriptos de las clases 1958 a 1964, entendiendo que fueron "protagonistas involuntarios de una historia negra que se mantiene en la memoria colectiva del pueblo argentino", en referencia a la autoproclamada "Revolución Libertadora".

- Austria:
  - Día de la Ascensión.

- Japón:
  - Día de Goku.[11]

### Santoral católico

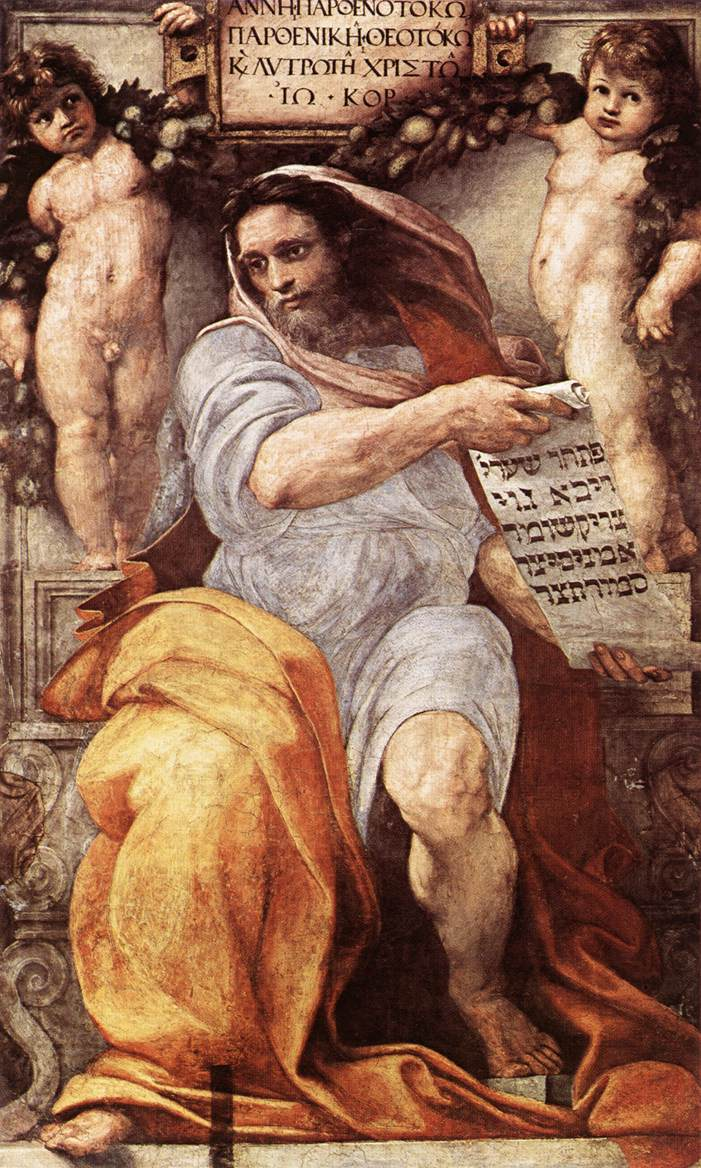
El profeta Isaías.

- San Isaías, profeta (s. VIII a. C.).
- San Hermas de Roma (s. I).
- San Pacomio de Tebaida, abad (f. 347).
- 310 santos mártires de Persia (s. IV).
- San Dionisio de Vienne, obispo (s. IV).
- San Geroncio de Ficocle, obispo (f. 501).
- San Beato de Vendôme, presbítero y ermitaño (s. VII).
- San José Dô Quang Hiên, presbítero y mártir (f. 1840).
- San Gregorio de Ostia, obispo (s. XI).

- Beato Forte Gabrielli, ermitaño (f. 1040).
- Beato Benincasa de Montepulciano, religioso (f. 1426).
- Beato Tomás Pickering, monje y mártir (f. 1679).
- Beata María Teresa de Jesús Gerhardinger, virgen (f. 1879).
- Beato Esteban Grelewski, presbítero y mártir (f. 1941).